# Портленд (округа)
Портленд (англ. Portland Parish, ям. креол Puotlan Parish) — округа (парафія), розташована в східній частині острова Ямайка. Входить до складу неофіційного графства Суррей. На сході і півдні межує з округою Сент-Томас, на заході і півдні з Сент-Томас, на заході з Сент-Мері на півночі. Межує з Карибським морем на півдні і сході.
Столиця — містечко Порт-Антоніо.
Це одна з сільських областей Ямайки, що містить частину Блакитних гір, де розташовані громади ямайських марунів у місті Мур та Чарльз-Таун.